# Спаун
Спаун (англ. Spawn) — містичний супергерой, вигаданий Тоддом Макфарлейном. Персонаж з'явився на світ у коміксі Spawn #1 у серпні 1992 року

## Біографія
Альберт Френсіс Сіммонс служив підполковником у морській піхоті Сполучених Штатів Америки. Пізніше він перевівся в Секретну службу США і став її гідним членом, особливо відомим за порятунок життя президента під час замаху. Після цього його перевели в ЦРУ. Там він потрапив до спецпідрозділу, відому як Група Безпеки США - бойовий загін високого рівня з можливістю діяти по країні і всьому світу. Ел сумнівався в багатьох діях свого агентства, особливо його керівника Джейсона Вінна, вважаючи, що на багатьох завданнях було занадто багато цивільних жертв. І Ел вирішив подати у відставку. Він повернувся додому і в сліпій люті на Вінна побив Ванду, що буде постійно мучити його і ще відгукнеться в майбутньому. Дізнавшись про відставку Ела, Вінн наказав вбивці  прикінчити Сіммонса. Сіммонс потрапив в Пекло і уклав угоду з Мелболгіей. Ел відродиться як Хеллспауна, глави армії пекла, якщо йому буде дозволено побачити свою дружину в останній раз.
Мелболгія повертає Сіммонса на Землю, але зі стертою пам'яттю, страшно знівеченим тілом, обмеженими, але удаваними безмежними магічними силами, і спостерігачем - Клоуном. Сіммонс повільно усвідомлює, що пройшло п'ять років після його смерті. Коли він нарешті вирішує відвідати Ванду, той змінює зовнішність, але з'ясовує, що не може повернути своє колишнє обличчя — він перетворюється в невідомого білого чоловіка. Він виявляє, що його дружина, Ванда Блейк, встигла вийти заміж за його найкращого друга, Террі Фіцджеральда, і у них  дочка, Саєн. В кінці історії Спаун вбиває спостерігача — клоуна, зустрічає свою дружину і каже їй правду про те, що він загинув і його душа відправилася в пекло, а потім ще раз повернулася на землю, але вже в новому образі Спауна. Після цього його головним ворогом стає демон з яким він уклав угоду, щоб повернутися на землю і побачити свою дружину Ванду.
Спочатку Спаун був антигероєм по натурі — він винищує вуличні банди і організовану злочинність (в тому числі їх найманця Оверта — Кілла ), і вбиває маніяка — вбивцю дітей Біллі Кінкейда. Серед його інших пригод в цей час виділяється зустріч з мурахоїдів Церебусом — творінням Дейва Сіма. Також він зустрічається з Анти-Спауном, який насправді є Джейсоном Вінном (але вони обидва про це не знають), Викупителем (набожною людиною, зміненим тим же способом, що і Спаун). Він переживає напад Анжели — ангела, яка полює на Хеллспаунів і називає Середньовічного Спауна одним зі своїх трофеїв. Паралельно з цим він опановує провулками, які називають «Щурячим містом», і заводить друзів серед бездомних, які там живуть, стаючи їх захисником. Зокрема, старий безхатько, на ім'я Когліостро, схоже, багато знає про нього. Когліостро і Клоун грають ролі вчителів, намагаючись переконати його використовувати свої сили, щоб творити добро і зло відповідно. Клоун демонструє, що він здатний перетворюватися у свою справжню форму — демона Осквернителя. Також Спаун зустрічається з Гаррі Гудіні, у якого вчиться новим прийомам, і рятує Террі від мафії (в ході чого його обличчя розсікає куля, і друг Спауна Боббі зшиває його шнурком від черевика, щоб зберегти енергію), відкриває Террі, що він Ел (про ніж Террі згодом загадковим чином забуває) і повертає свого друга Боббі до життя після того, як його вбиває Чепл. В одному зі спін-оффі Спаун зустрічається з Бетменом, який розрізає йому обличчя одним зі своїх бетарангів. Замість того, щоб вилікуватися за допомогою магії, Спаун просить свого друга Боббі зшити йому поріз шнурком від черевика. Цей шнурок з часом витягне Террі, і його буде носити як талісман його дочка Саєн. Спаун з особою, зшитим шнурком, досі є одним з найбільш впізнаваних образів персонажа.

## В інших медіа

### Фільми
- У 1997 році вийшов фільм «Спаун» з Майклом Джеєм Вайтом в головній ролі.
- У 2014 році режисер Мішель Парі зняв короткометражний фан-фільм Spawn: The Recall.

### Телебачення
- Спаун вперше з'явився на ТВ в анімаційному серіалі «Todd McFarlane's Spawn» на каналі HBO, де головного героя озвучував Кіт Девід. Серіал йшов з 1997 по 1999 рік і отримав дві премії «Еммі».
- Всього було випущено 3 сезони (18 серій).
- Перед кожною серією 1 сезону Тодд Макфарлейн вимовляє кілька слів, в тому числі фразу: «А тепер Спаун. Гасіть світло»
- Спаун, як і Осквернитель, з'являвся в  мультсеріалі «Південний парк».

### Відеоігри
- Todd McFarlane’s Spawn: The Video Game (1995) — SNES, MAME.
- Spawn: The Eternal (1997) — PlayStation.
- Spawn (гра) (1999) — Game Boy Color
- Spawn: In The Demon’s Hand (2000) — Dreamcast.
- Spawn: Armageddon (2003) — Xbox, PlayStation 2, GameCube.
- Mortal Kombat 11:Aftermath (2019) — Playstation 4, Playstation 5.